# Book of Love
Book of Love er en amerikansk film fra 1990 af Robert Shaye.

## Medvirkende
- Michael McKean som Jack Twiller
- Chris Young
- Tricia Leigh Fisher som Gina
- Keith Coogan som Crutch Kane
- John Cameron Mitchell som Floyd
- Josie Bissett som Lily
- Danny Nucci som Spider Bomboni
- Lin Shaye som Mrs. Flynn